# Urbanus (voornaam)
Urbanus of is een voornaam, die met name bekend is geworden door de Belgische komiek en zanger Urbanus. Varianten zijn Urbain of Urbaan. 
Urbanus was een Romeinse tegenkeizer (271/2) ten tijde van Aurelianus, zie Urbanus (keizer).
De naam Urbanus wordt ook gebruikt door een aantal pausen, die deze naam hebben aangenomen als verwijzing naar de heilige Urbanus.
- paus Urbanus I
- paus Urbanus II
- paus Urbanus III
- paus Urbanus IV
- paus Urbanus V
- paus Urbanus VI
- paus Urbanus VII
- paus Urbanus VIII